# Tina Mochizuki
Tina Mochizuki (Los Angeles, 24 novembre 1952) è un'ex tennista statunitense.

## Biografia
Di origine giapponese il nome da nubile era Tina Watanabe ma ha gareggiato per la maggior parte della carriera col cognome da coniugata.

## Carriera
Ha ottenuto i primi risultati importanti nel 1983, durante la stagione raggiunge i quarti di finale a Newport e Tokyo ottenendo vittorie sulle teste di serie Andrea Leand e Amy Holton. Durante la stagione 1987 ha giocato i quarti di finale sia a Phoenix che a Tulsa mentre l'anno successivo si avventura fino al terzo turno degli Australian Open.
Terminata la carriera da professionista è rimasta nel mondo del tennis allenando a livello collegiale e gareggiando nelle categorie senior.